# Dicraeosaurus
Il dicreosauro (gen. Dicraeosaurus) era un dinosauro erbivoro vissuto in Africa orientale nel Giurassico superiore (Kimmeridgiano, circa 150 milioni di anni fa).

## Vertebre biforcute
I fossili di questo dinosauro sono stati rinvenuti negli anni '10 del secolo scorso in Tanzania da Werner Janensch, durante gli scavi che disseppellirono la famosa fauna a dinosauri di Tendaguru. Il dicreosauro è un dinosauro sauropode affine ai giganteschi Diplodocus e Apatosaurus (o Brontosaurus); come per i suoi parenti, il corpo tozzo di questo animale era sorretto da zampe simili a colonne, e la coda era lunghissima. Rispetto ai diplodocidi, però, vi erano alcune differenze rilevanti: innanzitutto le minori dimensioni (Dicraeosaurus in media era lungo 12 metri ma forse anche 20 metri, contro i 30 e oltre dei cugini americani), che lo rendevano un sauropode di taglia medio - piccola. Il collo, poi, pur essendo piuttosto allungato, non lo era come nella maggior parte dei sauropodi noti. Infine, le vertebre cervicali erano biforcute (da qui il nome dell'animale, che significa "lucertola biforcuta"). Come tutti i diplodocoidi, anche Dicraeosaurus possedeva vertebre alleggerite per ridurre il peso, ma la differenza con gli altri rappresentanti della superfamiglia era proprio nella forma di queste vertebre, che ricordavano una "Y". Queste particolari strutture, senza dubbio, servivano all'inserzione dei muscoli di questo dinosauro.

## Diversificazione di erbivori
Il dicreosauro era erbivoro, e si nutriva di piante insieme a una vasta gamma di dinosauri che abitavano, come questo animale, l'odierna Tanzania. Nelle rocce di Tendaguru, infatti, sono stati rinvenuti grandi quantità di ossa di altri dinosauri vegetariani quali i giganteschi Giraffatitan, Janenschia, Tendaguria e Tornieria, il corazzato Kentrosaurus e il veloce Dryosaurus. La competizione, però, era fortemente ridotta a causa delle diverse dimensioni di questi dinosauri, che brucavano a diversi livelli: il basso Kentrosaurus si nutriva al livello del terreno, e poco più in alto trovava il suo nutrimento Dryosaurus; le fronde più alte erano cibo per Giraffatitan; al livello immediatamente inferiore si nutrivano Janenschia e Tendaguria, mentre Dicraeosaurus probabilmente si trovava in competizione con Tornieria che, pur dotato di un lunghissimo collo, lo teneva con tutta probabilità in orizzontale rispetto al corpo, per controllare la massima estensione territoriale senza muoversi. Si suppone che l'habitat di Dicraeosaurus fosse diverso, quindi, da quello di Tornieria: forse l'animale più piccolo viveva nei pressi degli specchi d'acqua.

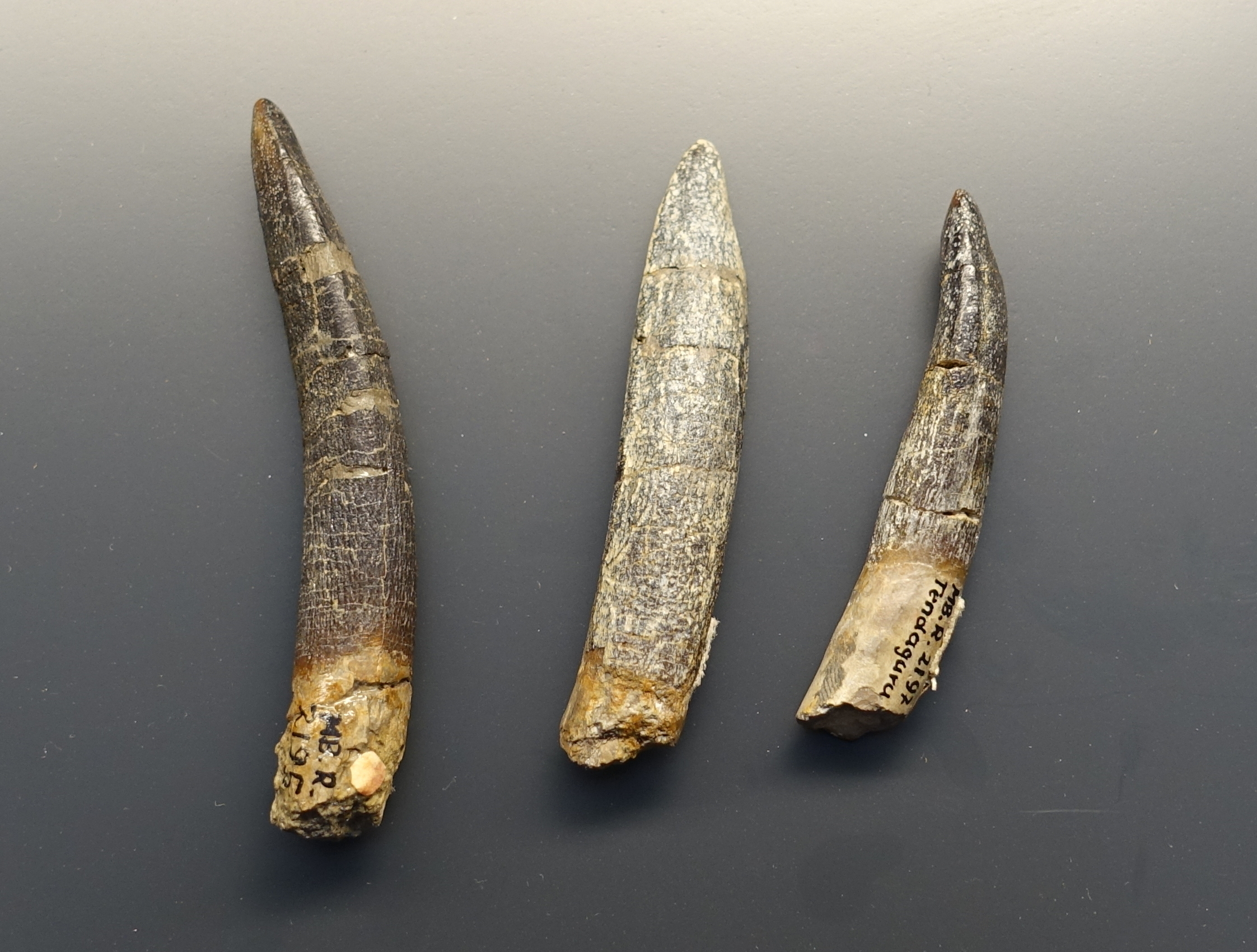
Denti di Dicraeosaurus

## Forme evolute
Del genere Dicraeosaurus sono conosciute due specie: D. hansemanni, la specie tipo, e D. sattleri, rinvenuta in depositi leggermente più recenti e più evoluta della precedente. D. sattleri è stato spesso avvicinato al genere Amargasaurus e potrebbe rappresentare un genere distinto. Altri resti originariamente attribuiti a Dicraeosaurus, rinvenuti in Egitto in strati del Cretacico superiore, non sono più considerati appartenere a questo animale.